# Hermann Pinhas

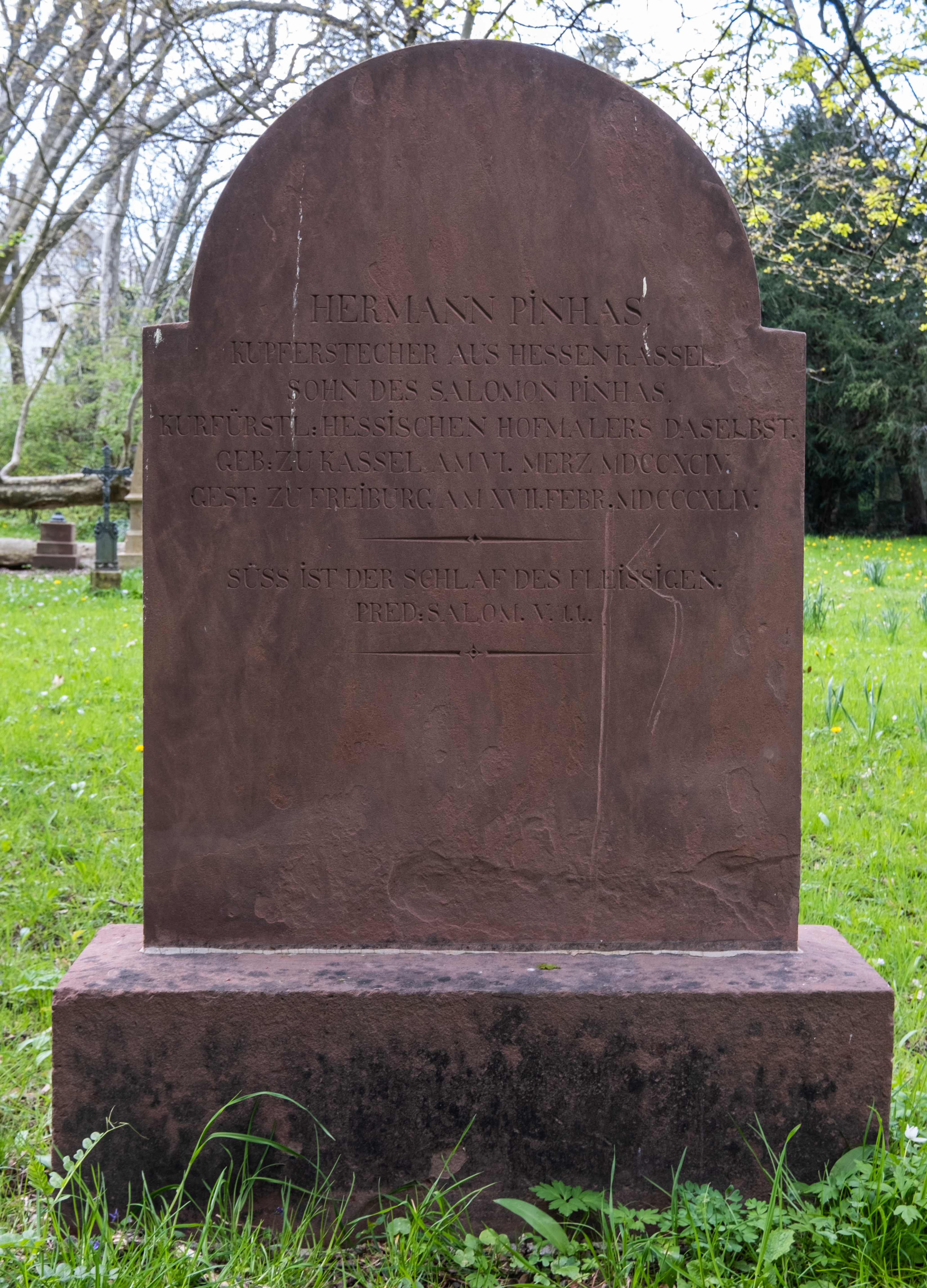
Grabstein auf dem Alten Friedhof in Freiburg

Hermann Pinhas (* März 1794 oder 1795 in Kassel; † 17. Februar 1844) war ein deutscher Kupferstecher.

## Leben
Hermann Pinhas war ein Sohn des Kasseler Hofmalers Salomon Pinhas und ein Bruder des Publizisten Jakob Pinhas. Er wurde zum Kupferstecher ausgebildet und stellte hauptsächlich bekannte Persönlichkeiten dar, fertigte aber auch Drucke nach bekannten Kunstwerken an.

## Werke
Ein Porträt des Klemens Wenzel Lothar von Metternich von seiner Hand, gestochen nach einem Gemälde, befindet sich in der Porträtsammlung der Österreichischen Nationalbibliothek. Eine Biographie des Fürsten Blücher stattete er mit einem Stahlstich aus, der Blücher zu Pferde darstellte. Um 1830 schuf er ein Porträt von George Washington.
Eine Mater dolorosa nach Carlo Dolci wurde in Stuttgart verlegt. Um 1800 schuf Pinhas Stiche nach Rubens' Kreuzabnahme und nach seinem Selbstporträt. Im Landesarchiv Baden-Württemberg befindet sich ein Stich namens Schlacht bei Wimpfen 1622 nach einer Darstellung in Merians Theatrum Europäum, den Pinhas schuf.
Die ULB Halle digitalisierte die 1813 gestochene Carte Du Royaume De Westaphalie representant l' Emplacement des Brigades de Gendarmerie Royale, les Correspondances periodiques ainsi que les points intermediaires diaires.
Belegt ist Hermann Pinhas' Kriegsdienst als „kriegsfreiwilliger kurhessischer Jäger“ von 1813.